# Mount Woodroffe
Der Mount Woodroffe, von den Aborigines der Pitjantjatjara Ngarutjaranya genannt, ist mit 1435 Meter Höhe der höchste Berg in South Australia. 

## Lage
Der Mount Woodroffe liegt im Nordwesten von South Australia in den Musgrave Ranges. Der aus Granit und Gneis bestehende Berg erhebt sich 700 bis 800 Meter über der Ebene. Zum Mount Woodroffe führt der befestigte Lasseter Highway, der letzte Teil der Strecke besteht aus elf Kilometer unbefestigter Straße.
Die dem Berg nächstgelegenen Orte sind Fregon (Kaltjiti) in etwa 57 Kilometer, Amata im Musgrave Park in 63 Kilometer und Mimili in 123 Kilometer Entfernung.

## Geschichte
Der Berg, den William Gosse am 20. Juli 1873 als erster Europäer sah, wurde von ihm nach  George Woodroffe Goyder benannt, einem leitenden Geodäten und frühen Entdecker in South Australia und dem Northern Territory.
In den 1960er Jahren sollte der Mount Woodroffe der Aufstellungsort des Anglo-Australian Telescope (AAT) werden, allerdings kam dieses in New South Wales zur Aufstellung und befindet sich heute als Siding Spring Observatory neben anderen astronomischen Observatorien.